# Baptiste Trotignon
Baptiste Trotignon (* 17. Juni 1974 in Meulan im Großraum Paris) ist ein französischer Jazzmusiker (Piano, Komposition).

## Leben und Wirken
Trotignon begann 1980 auf der Violine, wechselte aber neunjährig zum Klavier, wo er in seinem damaligen Wohnort Romans-sur-Isère ersten (klassischen) Unterricht erhielt und in Nantes ab 1987 das Konservatorium besuchte. Neben Begleiter-Tätigkeit an der Oper in Nantes wandte er sich autodidaktisch dem Jazz zu und gab mit Freunden 1989 ein erstes Konzert in einem lokalen Café. 1991 besuchte er die École National de Musique de Gennevilliers. 1994 spielte er einen Pianisten im Film „Le Nouveau Monde“ von Alain Corneau. 1994 zog er nach Paris, wo er zwei Jahre am CNSMDP Jazz studierte, u. a. bei François Jeanneau, und gleich in zahlreichen Clubs spielte.
1996 wurde Trotignon Mitglied des Kollektivs Nuits Blanches im Jazz-Club Petit Opportun, dem er bis 1999 angehörte. 1998 gründete er ein eigenes Trio mit dem Bassisten Clovis Nicolas und dem Schlagzeuger Tony Rabeson. 2000 erschien dessen erstes Album „Fluide“ (bei Naive), gefolgt von „Sightseeing“ 2001. 2003 erschien sein erstes Solo-Album „Solo“ (mit eigenen Kompositionen), dem zwei Jahre später eine Fortsetzung folgte. Auch bildete er eine gemeinsame Band mit David El-Malek und Dré Pallemaerts. Ab 2009 arbeitete er im Quartett und im Duo mit Mark Turner, später im Duo mit Minino Garay (Chimichurri, 2016). Auf seinem Doppelalbum You 've Changed (2019) ist er solo und in Duetten mit Ibrahim Maalouf, Camélia Jordana, Thomas de Pourquery, Joe Lovano, Vincent Ségal und Trompeter Avishai Cohen zu hören.
Trotignon spielte weiterhin mit Musikern wie Aldo Romano (etwa auf dessen Album Chante und dem gemeinsamen Album Flower Power, 2006), André Ceccarelli, Stéphane Belmondo, den Brüdern François und Louis Moutin (er ist Mitglied der Moutin Reunion mit Rick Margitza), Alexandre Tassel, Claudia Solal, Éric Le Lann, Jean-Loup Longnon, Albert Mangelsdorff, David Murray und Christian Escoudé. 2015 nahm Nicholas Angelich sein Klavierkonzert  mit dem Orchestre national Bordeaux Aquitaine auf; 2022 folgte Anima, ein weiteres Klavierkonzert mit ihm als Solisten und dem Orchestre Victor Hugo unter Jean-François Verdier.

## Preise und Auszeichnungen
Trotignon gewann 1996 einen zweiten Preis als Solist im Jazzwettbewerb von La Défense.
2001 erhielt er den Django d’Or als „Neues Talent“ und im selben Jahr den Prix Django Reinhardt. 2002 erhielt er den großen Preis der Stadt Paris im alle vier Jahre stattfindenden Martial-Solal-Wettbewerb und 2003 den Preis „Les Victoires du Jazz“.

## Lexikalischer Eintrag
- Philippe Carles, André Clergeat, Jean-Louis Comolli: Le nouveau dictionnaire du jazz. Édition Robert Laffont, Paris 2011, ISBN 978-2-221-11592-3